# Computer-aided design

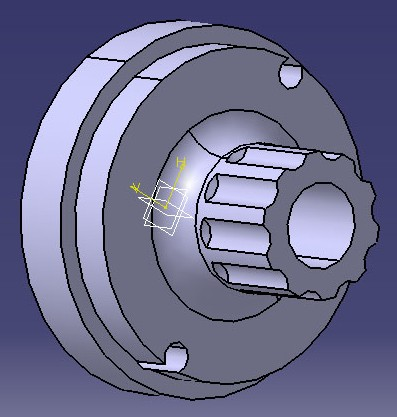
Oggetto 3D modellato tramite il CAD CATIA

Immagine in assonometria isometrica di un pezzo meccanico ottenuta tramite un programma CAD

Il computer-aided design (lett. "progettazione assistita dall'elaboratore") o CAD è l'utilizzo di tecnologie software e in particolare della computer grafica per supportare l'attività di progettazione (design) di manufatti sia virtuali che reali. I sistemi di computer-aided design hanno come obiettivo la creazione di modelli, soprattutto 3D, del manufatto. Ad esempio, un sistema computer-aided design può essere impiegato da un progettista meccanico nella creazione di un modello 3D di un motore. Se viene realizzato un modello 3D, esso può essere utilizzato per calcoli quali analisi statiche, dinamiche e strutturali ed in tal caso si parla di computer-aided engineering (CAE), disciplina più vasta di cui il CAD costituisce il sottoinsieme di azioni e strumenti volti alla realizzazione puramente geometrica del modello.
Un concetto correlato è il computer-aided drafting (lett. "disegno tecnico assistito dall'elaboratore"), il settore dell'informatica volto all'utilizzo di tecnologie software e specificamente della computer grafica per supportare l'attività di disegno tecnico (drafting). I sistemi di computer-aided drafting hanno come obiettivo la creazione di un modello, tipicamente 2D, del disegno tecnico che descrive il manufatto, non del manufatto stesso. Ad esempio, un sistema computer-aided drafting può essere impiegato da un progettista nella creazione di una serie di disegni tecnici (in proiezione ortogonale, in sezione, in assonometria, in esploso) finalizzati alla costruzione di un motore.

## Categorie di CAD
I sistemi CAD possono essere classificati secondo differenti criteri: ambiente 2D e 3D, modificabilità di un oggetto già disegnato, parametricità o meno del software, integrazione con un simulatore per FEA (meccanici o elettrici).
Guardando all'estensione del dominio, inteso come campo di utilizzo, si può distinguere tra:
Sistemi di fascia altaSono sistemi CAD complessi che integrano la modellazione 3D con il disegno 2D, e offrono una gestione avanzata dei dati supportando processi aziendali che si estendono ben oltre l'ufficio tecnico. Hanno costi elevati e sono tipicamente utilizzati dalle medie e grandi aziende, come per i sistemi di fascia media, anche con un PDM.
Sistemi di fascia mediaSono sistemi CAD che integrano il disegno 2D con la modellazione 3D, venduti ad un prezzo medio (indicativamente inferiore ai 5000€). Questi sistemi sono usualmente rivolti a piccole o medie aziende e a professionisti, e vengono spesso integrati con moduli "verticali", cioè particolarmente adatti alla velocizzazione dei compiti giornalieri. Spesso sono integrati inoltre con una suite di strumenti come il PDM per la gestione dei dati riguardanti i prodotti progettati (Gestione del ciclo di vita del prodotto).
Sistemi di fascia medio-bassaSono sistemi CAD tipicamente limitati al disegno 2D, integrano vari moduli e permettono di gestire proprietà del disegno, venduti a prezzo contenuto (indicativamente inferiore ai 1500€) e rivolti a professionisti artigiani, piccole aziende, impiantisti e tutti coloro che non fanno della progettazione la propria attività principale.
Sistemi di fascia bassaSono sistemi CAD tipicamente limitati al disegno 2D, venduti a prezzo contenuto (indicativamente inferiore ai 300€) e rivolti ad utenti occasionali o non professionisti.
Sistemi CAD 2D orizzontaliSi tratta di sistemi CAD aventi un dominio molto ampio, utilizzabili con successo in contesti applicativi differenti, come ad esempio progettazione architettonica e quella meccanica. I comandi offerti da questi sistemi sono indipendenti da uno specifico contesto applicativo. Si avranno pertanto comandi come traccia-linea senza alcuna nozione se la linea rappresenta una parete di un edificio o lo spigolo di un supporto metallico.
Sistemi CAD 2D verticaliSi tratta di sistemi con dominio ristretto, orientati ad un particolare contesto applicativo, con comandi e funzionalità specifici per quel contesto. Ad esempio, un sistema CAD verticale per la progettazione di interni offrirà comandi per creare e posizionare differenti tipi di pareti e collocarvi porte e finestre. I CAD orientati all'ambito industriale e in special modo alle costruzioni meccaniche in senso lato vengono indicati come Mcad.
Una classificazione alternativa, molto utilizzata in ambito commerciale, suddivide i sistemi CAD in tre fasce principali sulla base di prezzo e funzionalità: 
Pressoché tutti i sistemi CAD possono essere personalizzati ed estesi al fine di migliorare la produttività dei progettisti e la qualità e dei progetti.
Le principali modalità per estendere un sistema CAD sono:
LibrerieCollezioni di modelli di oggetti e simboli da utilizzare nel progetto. Per esempio, un CAD per arredatori può contenere una libreria di mobili. Ogni mobile può essere copiato dalla libreria e posizionato nel progetto di un arredamento.
MacroComandi ottenuti componendo comandi più semplici tramite un linguaggio di programmazione. Per esempio, in un sistema CAD 2D per fornire la funzione di disegno di muri, una macro può chiedere all'utente di inserire il punto iniziale, il punto finale e lo spessore del muro, e inserire automaticamente nel modello due linee parallele che rappresentano il muro.
VerticalizzazioniI CAD, in particolare quelli di alte fasce, possono gestire proprietà ed informazioni dei progetti ottenuti per personalizzarli, presentarli con video o immagini (rendering), oppure per calcolarne le proprietà fisiche e geometriche (analisi di interferenze, simulazioni dinamiche, analisi agli elementi finiti -f.e.m.- ecc.) integrandosi con strumenti CAE (Computer-aided engineering).

## Settori correlati
Settori correlati con il CAD sono il Computer-Aided Manufacturing (CAM), il Computer-Aided Engineering (CAE), Computer Aided Facility Management (CAFM) e il Sistema Informativo Geografico (GIS).
I modelli generati con un pacchetto di CAD possono essere importati:
- In un sistema CAM, per generare le istruzioni per la macchina utensile atte a produrre il modello disegnato. Alternativamente, è possibile utilizzare un sistema CAD/CAM, che integra le funzioni di CAD con quelle di CAM.
- In un sistema CAE, per eseguire i calcoli tecnici per validare e ottimizzare il progetto. Alternativamente, è possibile utilizzare un sistema CAD/CAE, che integra le funzioni di CAD con quelle di CAE.
- In un sistema GIS, per arricchirne la cartografia.
- In un sistema CAFM, per censire, analizzare e riorganizzare il patrimonio immobiliare.

## Hardware per il CAD
In passato esistevano computer e periferiche progettate appositamente per il CAD: schermi grafici, plotter, e dispositivi di puntamento.
Oggi, invece, la tecnologia CAD riguarda quasi esclusivamente il software, con l'eccezione delle tavolette grafiche.
Per essere utilizzato con un sistema CAD, un computer deve disporre un dispositivo di puntamento (come un mouse), uno schermo a colori ad alta risoluzione e una scheda grafica dotata di coprocessore grafico (GPU).
Questi requisiti sono oggi comuni a molti altri ambiti applicativi.

## Settori d'impiego

Sistema CAD su un computer PDP-11 all'inizio degli anni 80

- Architettura, urbanistica, ingegneria civile: progettazione di costruzioni.
- Arredamento: progettazione di interni.
- Elettrotecnica e meccanica: progettazione di apparecchi elettrici o meccanici.
- Industrial design: progettazione di oggetti di consumo, come mobili o attrezzi casalinghi, recentemente anche abbigliamento.
- Impiantistica: progettazioni di tubazioni cablaggi e impianti di condizionamento.
- Elettronica: progettazione di circuiti elettronici, a livello di schema elettrico, di circuito integrato, di circuito stampato, o di intero sistema.

## Funzionalità principali dei sistemi CAD 2D
I sistemi CAD per il disegno 2D offrono un insieme di comandi che, benché presentati all'utente con interfacce e nomi differenti da un sistema all'altro, sono riconducibili ad un nucleo comune. Molte di queste sono in realtà funzioni offerte anche dai sistemi CAD che operano in tre dimensioni.

### Disegno
I sistemi per il disegno offrono comandi per il disegno di elementi grafici elementari e comandi più potenti che consentono al disegnatore di realizzare con rapidità elementi grafici più complessi. Questi comandi sono usualmente potenziati dall'abbinamento con modalità operative basate su sistemi di riferimento alternativi e dalla riferibilità di punti notevoli.
Disegno di entità grafiche elementariQuesti sono i mattoni di costruzione che il sistema CAD e l'utente utilizzano per costruire disegni 2D, dai più semplici ai più complessi. In tutti i sistemi CAD 2D sono presenti comandi per il disegno di semplici geometrie quali linea, segmento, arco, circonferenza, ecc.
Disegno di entità grafiche composteSono usualmente disponibili comandi di alto livello per la rapida realizzazione di strutture grafiche più complesse come poligoni regolari di n lati inscritti o circoscritti ad un cerchio, rette perpendicolari, parallele o bisettrici, raccordi, quote, ecc. Particolare attenzione viene posta dagli sviluppatori di sistemi CAD nella implementazione delle funzionalità di quotatura. I disegnatori sono molto esigenti e richiedono comandi per la quotatura che siano di facile utilizzo e al contempo fortemente personalizzabili così da adattarsi a norme, gusti estetici ed esigenze di ciascun utente o gruppo di utenti.
Utilizzo di sistemi di coordinate definiti dall'utenteNella realizzazione di un disegno è fondamentale l'utilizzo di sistemi di coordinate alternativi come ad esempio coordinate cartesiane relative, coordinate polari, distanze da altre geometrie, ecc. Meno importante, nei sistemi 2D, è la creazione di coppie / terne cartesiane poste in vari punti del disegno ed attuabili dall'utente con il corrispondente sistema di riferimento. Nei sistemi CAD 3D, questa stessa funzionalità è considerata irrinunciabile in quanto consente al disegnatore di operare su un piano di lavoro liberamente posizionato nello spazio oppure coincidente con una faccia preesistente.
Punti notevoliSi tratta di comandi che abilitano la selezione di punti che sono univocamente individuabili sul disegno pur non essendo rappresentati esplicitamente in memoria come entità geometriche. Ad esempio, il punto medio di un segmento pur non essendo rappresentato e memorizzato dal sistema CAD come entità geometrica può essere riferito come centro nella procedura di costruzione di una circonferenza. La selezione di punti notevoli rende più veloce ed estremamente precisa la realizzazione di un disegno. Esempi di punti notevoli sono:
- il centro di circonferenze ed archi
- gli estremi di segmenti e archi
- i punti medi di segmenti e archi
- l'intersezione di segmenti ad archi.

I comandi per la selezione di punti notevoli non sempre sono invocati direttamente dall'utente, possono essere attivati automaticamente dal sistema CAD in corrispondenza di altri comandi che richiedono l'acquisizione di punti e/o vertici.
Attributi graficiPer ricreare a schermo la grande varietà di linee utilizzate dal disegno tecnico i sistemi CAD consentono di selezionare gli attributi di tracciamento di ciascuna entità grafica, sia essa un segmento, un arco, o altro. Usualmente il tipo di tratto (continuo, tratteggiato, ecc.) viene visualizzato direttamente sullo schermo, mentre il differente spessore delle linee viene usualmente rappresentato graficamente sullo schermo utilizzando linee di spessore uniforme ma di colori differenti. La corrispondenza tra colore e spessore viene ripristinata al momento della stampa.

### Strutturazione del disegno
I sistemi CAD non si limitano alla sola automatizzazione delle attività tradizionali del disegno ma offrono anche funzionalità di strutturazione del disegno possibili solo con l'ausilio di strumenti informatici. Il disegno, pertanto, cessa di essere un insieme uniforme di entità grafiche per divenire una struttura anche complessa di aggregazioni di entità arricchite di attributi grafici e del contesto applicativo, come ad esempio materiali, note di lavorazione, costi, ecc. Queste funzionalità vengono proposte all'utente del sistema CAD come funzionalità supplementari: egli è responsabile di deciderne il migliore utilizzo in funzione delle proprie esigenze e delle modalità di lavoro dell'ambiente professionale in cui opera.
I principali strumenti di strutturazione del disegno offerti dai attuali sistemi CAD sono i seguenti:
Strutturazione in livelli (layer)Il disegno, tipicamente 2D, può essere strutturato con la creazione di strutture orizzontali corrispondenti ad insiemi logici di entità grafiche. Ad esempio, in un progetto di ingegneria civile si collocano su livelli distinti: pianta dell'edificio, rete idrica, rete elettrica, rete idraulica, ecc. Ciascuno strato o livello raggruppa entità affini ma non necessariamente appartenenti allo stesso componente dell'oggetto. I livelli sono gestiti con meccanismi che consentono di controllarne la visibilità individuale come se si trattasse di fogli trasparenti sovrapponibili.
Strutturazione in gruppiUn'altra tecnica di strutturazione del disegno, non necessariamente alternativa ai livelli, consiste nel riunire le entità grafiche in gruppi sulla base di affinità funzionali o in base all'appartenenza ad un medesimo componente dell'oggetto. L'operazione di raggruppamento può essere iterata a comporre gruppi di gruppi. Questo comando consente di ricreare nel disegno la strutturazione tipica di un assemblato di oggetti reali, in cui ogni parte appartiene ad un sotto-assieme che a sua volta si colloca in un insieme più ampio.
Referenziazione (simboli, blocchi)Un'altra tecnica di strutturazione consiste nell'inserimento nel disegno di riferimenti a componenti (simboli) definiti esternamente al disegno stesso e comunque modificabili separatamente da questo. Nel disegno, ciascun riferimento che rimanda ad un simbolo in libreria è detto istanza del simbolo. Con questa tecnica è possibile inserire nel disegno dei particolari standardizzati, usualmente definiti in una libreria esterna, in cui ciascuna istanza è posizionata e visualizzata come entità grafica indipendente, con la certezza dell'assoluta corrispondenza di ciascuna istanza con la descrizione primaria presente in libreria. Mentre è impossibile modificare singolarmente l'istanza di un simbolo, se non nei suoi parametri di posizionamento e scalatura, qualora si volessero modificare tutte le istanze è sufficiente modificare l'elemento originale ottenendo una propagazione automatica a tutte le istanze.

### Modifica del disegno
Uno dei più evidenti vantaggi nell'utilizzo di un sistema CAD rispetto all'impiego di tecniche tradizionali, consiste nella grande facilità e rapidità con cui è possibile modificare, anche in modo radicale un disegno per correggerlo o per creare una versione.
Le principali funzionalità di modifica del disegno sono:
Cancellazione di entitàTutti i sistemi CAD consentono di cancellare le entità grafiche del disegno selezionandole individualmente, selezionando tutte le entità racchiuse in una certa area rettangolare, oppure agendo per categorie (ad esempio, tutti i segmenti gialli) o per strutture (ad esempio, tutte le entità del livello 25).
Modifica degli attributi di una entitàA volte modificare un disegno significa cambiare gli attributi grafici, come colore o tipo di linea, di alcune entità grafiche. Nei disegni strutturati è anche possibile portare una o più entità da un gruppo o da un livello ad un altro oppure modificare gli attributi grafici di tutte le entità appartenenti ad uno stesso gruppo oppure residenti su uno stesso livello.
TrasformazioneTutte le entità grafiche e gli insiemi di entità possono essere modificati con opportune trasformazioni. Sono usualmente disponibili le consuete trasformazioni lineari di scalatura, traslazione, rotazione, specularità e le combinazioni di queste. Le modalità con cui queste trasformazioni sono rese disponibili all'utente possono essere le più varie.
Riorganizzazione della tavolaUtilizzando le funzionalità di trasformazione una tavola può essere rapidamente riordinata o modificata ad esempio, per ospitare una nuova vista. In queste operazioni il disegnatore è spesso supportato dalla presenza di più viste a diversi livelli di zoom; si concilia così l'esigenza di effettuare operazioni localmente molto precise conservando una visione globale della tavola. Un'altra possibilità di riorganizzazione della tavola consiste nella modifica di livelli o gruppi, per ottenere una strutturazione meglio aderente alle esigenze del disegnatore ed alle caratteristiche strutturali e funzionali dell'oggetto.

### Gestione di parti ricorrenti
L'utente di un sistema CAD può velocizzare in modo significativo il proprio lavoro creando degli speciali archivi, detti librerie, in cui raccogliere i disegni o i particolari di utilizzo più frequente. Questa possibilità fornisce un reale riscontro in termini di benefici economici e qualitativi solo se il disegnatore opera in un contesto regolamentato da precise norme ed è supportato da un'adeguata organizzazione nonché dalla disponibilità di sufficienti risorse.
Librerie di normalizzatiL'accesso ad archivi o librerie di parti normalizzate, disponibili in più viste e in vari formati e direttamente inseribili nel disegno, consente di realizzare con rapidità e precisione anche tavole molto complesse. Le librerie di normalizzati sono realizzabili direttamente dal disegnatore oppure possono essere acquistate dal produttore del sistema CAD o da terze parti.
Librerie di parti ricorrentiQueste librerie, del tutto analoghe alle librerie di normalizzati, sono specifiche di ciascuno studio di progettazione e pertanto sono costruite direttamente dai singoli utenti. In queste librerie si accumula un patrimonio di disegni che rappresentano parti o sotto-parti ricorrenti archiviate e catalogate in un formato che le rende facilmente reperibili e riutilizzabili con evidenti vantaggi in termini di produttività.
Riutilizzo di disegniLa possibilità di duplicare disegni esistenti per generare nuovi disegni mediante opportune cancellazioni e modifiche costituisce un'altra utile possibilità di utilizzo dei sistemi CAD in particolare qualora il disegnatore si trovi a realizzare disegni che presentano forti similarità con tavole prodotte in precedenza.

### Interrogazione del disegno
Il disegno creato con un sistema CAD deve essere utilizzabile non solo come rappresentazione grafica ma anche sorgente di informazione sul progetto. È importante che sia consentito l'accesso a tutta l'informazione contenuta nel disegno, sia essa in forma esplicita o implicita. Le informazioni estraibili da un modello 2D sono limitate, soprattutto se paragonate alle informazioni estraibili da un modello 3D che rappresenta il medesimo pezzo. Un modello 2D di un ingranaggio può contenere tutte le informazioni necessarie alla manifattura della ruota, ma solamente un modello 3D del medesimo ingranaggio potrà essere interrogato per estrarre informazioni circa il volume, il baricentro, ecc. Le funzionalità di interrogazione del modello CAD sono indispensabili, ad esempio, per la generazione di programmi di lavorazione per la produzione del pezzo con una macchina utensile a controllo numerico.
Le principali classi di interrogazione supportate dai sistemi di disegno sono:
Interrogazione della geometriaTutti i sistemi CAD orientati al disegno offrono la possibilità di conoscere, per le entità grafiche nel disegno, angoli, lunghezze, distanze, raggi, coordinate, ecc., anche se non definiti esplicitamente. Ad esempio è possibile costruire una circonferenza con tre vincoli di tangenza ed una volta tracciata richiedere al sistema CAD di conoscere il valore del raggio o del diametro. Alcuni sistemi CAD offrono il calcolo automatico di aree definite da profili chiusi. Questa funzionalità può essere di rilievo non solo per il disegnatore ma anche per il progettista.
Stima dei costi e della complessitàLe capacità di interrogazione del modello possono essere utilizzate per automatizzare alcune attività, come, ad esempio, per calcolare una stima dei costi di produzione dell'oggetto e generare automaticamente la distinta base con il conteggio dei componenti presenti e della loro numerosità.
Accesso esterno al modelloPuò essere considerata una forma di interrogazione anche la possibilità di accedere a tutte le informazioni contenute nel modello CAD per mezzo di programmi esterni realizzati dagli stessi utenti. A questo scopo numerosi sistemi CAD offrono delle interfacce di programmazione dette API (Application Programming Interface). Utilizzando queste interfacce un programmatore può accedere a tutte le funzionalità del sistema CAD oppure ad un suo sotto insieme per mezzo di chiamate a funzioni nel contesto di un programma scritto in un linguaggio di programmazione.

### Automatizzazione di attività ripetitive
La realizzazione di un disegno comprende operazioni particolarmente ripetitive e tediose che possono essere facilmente automatizzabili da semplici programmi. I sistemi CAD offrono alcuni comandi che consentono di sgravare il disegnatore dall'esecuzione di queste parti limitandone l'intervento umano all'impostazione di pochi parametri iniziali.
Le attività più comunemente automatizzate sono:
CampitureTutti i sistemi CAD offrono adeguati comandi per campire automaticamente un profilo chiuso con un tipo di campitura selezionato o definito dall'utente. L'intervento del disegnatore si limita alla selezione del profilo ed alla scelta o definizione del tipo di campitura.
Pattern ad ArrayUn'altra attività ripetitiva è il disegno di motivi circolari o rettangolari di elementi costanti come, ad esempio, la sequenza di fori posti circolarmente su una flangia. I sistemi CAD sono in grado di posizionare automaticamente questi elementi ricorrenti, richiedendo al disegnatore la selezione dell'elemento ripetuto e le regole che governano il posizionamento.
Quotatura associativaAlcuni sistemi supportano la creazione di quote legate dinamicamente ad entità geometriche, con aggiornamento automatico di posizione e valore al variare delle entità quotate. Queste quote, dette associative, contribuiscono a velocizzare la produzione di disegni soggetti a frequenti modifiche o riutilizzati nella generazione di varianti.

### Gestione di archivi
Un aspetto, spesso sottovalutato, dell'utilizzo dei sistemi CAD sono le funzionalità di archiviazione dei disegni. Queste funzionalità frequentemente sono presenti nel sistema CAD solo con implementazioni essenziali. Versioni più estese sono disponibili mediante moduli software esterni. Con questi strumenti è possibile organizzare gli archivi così da consentire un accesso rapido ed organizzato al patrimonio di disegni di ciascuno studio di progettazione o ufficio tecnico.
Le funzioni offerte dagli strumenti di archiviazione sono:
MemorizzazioneLa memorizzazione di disegni, o documenti tecnici, su supporto magnetico oppure ottico, è una funzionalità di base. Alcuni sistemi consentono la semplice creazione di un file lasciando all'utente la responsabilità di organizzare da sé la gestione dell'archivio di disegni. Altri sistemi, ad un livello maggiore di integrazione, gestiscono il disegno nel contesto di una base dati; il sistema gestisce i permessi e le modalità di accesso e di riferimento al disegno, organizzando automaticamente le versioni successive e predisponendo i meccanismi di condivisione tra più utenti e di accesi multipli contemporanei. Questi archivi strutturati sono solitamente abbinati a strumenti informatici di navigazione per il reperimento rapido delle tavole e delle informazioni ad esse associate. Queste funzionalità consentono di utilizzare in modo produttivo il patrimonio di disegni esistenti e di ridurre in modo significativo lo spazio richiesto rispetto a quello richiesto dalle tecniche tradizionali di archiviazione.
ClassificazioneLa classificazione semiautomatica delle tavole con associazione di documenti ausiliari relativi alla documentazione tecnica, come la distinta base, consente di automatizzare e razionalizzare i meccanismi di archiviazione garantendo una reale reperibilità dei documenti.
TrasportoI documenti, o disegni, in forma digitale possono essere inviati in luoghi diversi da quello originale in tempi ridottissimi e con degrado della qualità nullo. Le tavole possono essere inviate localmente da un ufficio ad un altro o da un edificio ad un altro in tempo reale utilizzando le reti locali di elaboratori (LAN) mentre possono essere inviate da una differente località geografica via internet.

### Interscambio dati
La possibilità di scambiare dati tra sistemi CAD diversi e tra sistemi CAD e sistemi per il CAM (Computer Aided Manufacturing), costituisce un elemento fondamentale nella valutazione delle funzionalità di un sistema. Per lo scambio di dati tra sistemi diversi, sono percorribili due strade alternative: realizzare un convertitore da ciascun sistema CAD verso tutti gli altri sistemi CAD esistenti oppure concordare un formato dati neutrale e realizzare, per ciascun sistema CAD, due convertitori: uno in grado di convertire i dati dalla rappresentazione interna nel formato neutrale ed uno in grado di convertire il formato neutrale nella rappresentazione interna del sistema. Risulta evidente l'economicità della seconda soluzione rispetto alla prima. Numerosi formati neutrali di dati sono stati proposti nel corso degli anni ma nessuno di essi si è imposto con una diffusione sufficiente sugli altri. Attualmente sono utilizzati alcuni formati definiti da standard ufficiali, come IGES, VDA-FS, STEP, ecc., ed altri standard definiti da standard de facto come il formato DXF. Alcuni produttori di CAD utilizzano anche il formato PDF. Fra i nuovi formati in via di affermazione, soprattutto per lo scambio di modelli 3D con le informazioni grafiche e numeriche vi è il formato IFC.
Le funzionalità offerte dall'impiego di questi formati di dati consentono al sistema CAD di:
Scambiare informazioni con altri sistemi CADQuesto scambio può avvenire per molteplici motivi: passaggio ad un sistema più evoluto o di altro produttore, scambio dati di progetto con fornitori, utilizzo di ambienti di progettazione multi fornitore, ecc.
Scambiare informazioni con strumenti per la documentazione tecnicaDiviene sempre più sentita l'esigenza di riversare i modelli prodotti dalla progettazioni verso strumenti per la produzione di documentazione tecnica automatizzando in questo modo la produzione di illustrazioni, schemi, ecc. Questo tipo di scambio non richiede una precisione particolare, come è invece per altri casi: infatti attualmente si utilizzano strumenti non specifici e spesso approssimati.
Scambiare informazioni con strumenti di analisi e verificaAnche il trasferimento in tempi rapidi di un modello CAD a strumenti per l'analisi strutturale o per il calcolo di altro tipo è divenuta una esigenza molto sentita dai progettisti.
Scambiare informazioni con sistemi CAMQuesto è un punto fondamentale, infatti i sistemi CAM devono poter operare su dati di massima precisione e con tempi di scambio molto contenuti. Con una fedele conversione dei dati si pongono i presupposti per una corretta esecuzione della lavorazione a controllo numerico.

### Personalizzazione dell'ambiente
Non è possibile produrre dei sistemi CAD che soddisfino perfettamente le esigenze specifiche ed i gusti di tutti i potenziali utenti. Per questa ragione ciascun sistema offre agli utenti la possibilità di modificare sia le modalità di interazione che lo stile del disegno. Il livello di configurabilità varia da sistema a sistema. Questa funzionalità viene sempre più considerata una caratteristica irrinunciabile.
Le principali possibilità di configurazione o personalizzazione sono:
Configurazione dei parametri generali del sistemaCon la scelta di opportuni valori per i parametri di sistema, è possibile adattare le modalità di interazione e l'aspetto del sistema ai gusti dell'utente limitatamente alle caratteristiche configurabili dal sistema utilizzato. Ad esempio è possibile associare comandi di uso frequente a combinazioni di tasti o posizionare le corrispondenti icone in zone rapidamente accessibili dello schermo.
Configurazione dello stileCon la selezione di opportuni valori per i parametri utente, è possibile adattare lo stile di disegno adottato dal sistema CAD alle preferenze del disegnatore ed alle convenzioni interne di uno specifico studio di progettazione o ufficio tecnico. Si possono ad esempio configurare i parametri relativi allo stile di quotatura, allo stile dei testi, al cartiglio standard, ecc.
Integrazione con moduli specializzatiTutti i sistemi CAD sono estendibili fornendo al disegnatore, entro il sistema stesso, l'accesso a moduli specializzati, usualmente realizzati da terze parti, per contesti applicativi specifici. Ad esempio, un disegnatore di impianti elettrotecnici potrà acquisire un modulo per la verifica automatica di alcune caratteristiche dell'impianto progettato, integrato nel sistema CAD.
Programmazione di funzioni specifichePer esigenze specifiche del singolo disegnatore o dello studio di progettazione, i sistemi CAD offrono la possibilità di estendere l'insieme dei comandi con opportuni programmi, detti comunemente macro, codificati direttamente dagli utenti o acquistati da terze parti. Questa possibilità, pur essendo teoricamente molto interessante, si scontra con la difficoltà che gli utenti, progettisti e disegnatori, incontrano nell'utilizzo dei linguaggi di programmazione, gli unici strumenti per accedere a questa capacità di potenziamento del sistema CAD.

### Visualizzazione
L'attuale dimensione degli schermi per computer non è in alcun modo paragonabile alla dimensione di un tecnigrafo oppure di un foglio di formato A0; pertanto i sistemi CAD sono costretti ad offrire modalità alternative per la visualizzazione dei disegni. Le funzionalità essenziali di visualizzazione, nei sistemi 2D, sono analoghe a quello che potremmo ottenere osservando un foglio da disegno con una macchina fotografica o con una telecamera: operando sull'obiettivo si può ingrandire o rimpicciolire a piacere il disegno passando da una visione globale dell'intero disegno ad una visione locale di una sua sottoparte; inoltre spostando orizzontalmente o verticalmente la telecamera è possibile variare l'area del disegno inquadrata. Si noti che si tratta di funzioni di visualizzazione, cioè di funzioni che modificano la vista del disegno e non il disegno.
Le principali funzionalità per il controllo della visibilità sono:
ZoomL'utente del sistema CAD può ingrandire o rimpicciolire a piacere parte o tutto il disegno senza per questo perdere in precisione sia nell'immagine che appare sul video che nel risultato prodotto dai comandi impartiti al sistema.
PanCon questo termine si intende generalmente l'insieme di funzioni che consento all'utente del sistema CAD di muovere orizzontalmente e/o verticalmente la telecamera virtuale con cui osserva il disegno ad inquadrare i vari dettagli. Le possibili modalità operative con cui questa funzione è resa disponibile all'utente sono molto varie:
- barre di scorrimento poste ai lati dell'area di visualizzazione
- utilizzo di comandi impartiti da tastiera o di tasti funzionali (FrecciaSu, FrecciaGiú, ecc.)
- trascinamento (drag) del disegno direttamente con il dispositivo di puntamento (mouse).

Viste multipleAlcuni sistemi CAD 2D, offrono al disegnatore l'opportunità di operare contemporaneamente sul medesimo modello da due viste differenti, usualmente corrispondenti a due finestre grafiche. Questa modalità operativa consente di controllare agevolmente parti del disegno poste a volte in punti molto distanti del medesimo foglio e che pertanto richiederebbero l'impiego di un fattore di zoom inaccettabile per essere inquadrati contemporaneamente su un unico schermo.
Disegni multipliIn numerosi sistemi CAD, il disegnatore può operare contemporaneamente su più disegni, usualmente posti su finestre distinte, effettuando operazioni di copia e incolla da un disegno ad un altro. Questa è una funzionalità diffusasi solo recentemente e che consente una significativa velocizzazione delle attività di integrazione di più disegni e di modifica in generale.

## Esempi di programmi CAD
- Software CAD 2D/3D liberi:[2]
  - TinkerCAD
  - BricsCAD
  - BRL-CAD
  - FreeCAD
  - Open CASCADE
  - OpenSCAD
  - LibreCAD
  - NanoCAD
  - QCAD
  - Rilarc
  - DoubleCAD XT
  - Solid Edge 2D
  - HyCAD
  - A9CAD
  - LeoCAD
  - Pepakura Designer
  - Archimedes
- Software CAD elettronici liberi:
  - TinkerCAD
  - KiCad
  - gEDA

- Software CAD 2D/3D proprietari:
  - ActCAD
  - ArchiCAD
  - ARCHLine.XP
  - AutoCAD di Autodesk
  - Autodesk 123D di Autodesk (suite di strumenti per la grafica 3d e CAD)
  - DraftSight
  - Inventor di Autodesk
  - Fusion 360 di Autodesk
  - CATIA
  - Creo - (ex Pro/ENGINEER)
  - ME10 - SolidDesigner - CoCreate OSD
  - Siemens NX
  - Rhinoceros
  - Sketchup
  - Solid Edge
  - SolidWorks
  - Tekla Corporation
  - progeCAD
  - iCADMac (CAD alternativo ad Autocad per Mac)
  - Microstation
  - ZWCad 2018
  - VisiCAD
  - Ashampoo Home Design

- Software CAD elettronici proprietari:
  - Altium Designer
  - OrCAD
  - PADS
  - Eagle (programma) di Autodesk
  - Ni Multisim
  - iDEA
  - profiCAD

- Software CAD online:
  - Onshape 3D
  - Clara.io
  - Modelo

- Software CAD 2D/3D di abbigliamento proprietari
  - Audaces
  - Geminicad
  - Pro2CAD
  - Modaris
  - Create
  - Confelmod
  - Gerber
  - Investronica
  - TUKAtech
  - Optitex